# Crambus nivellus
Crambus nivellus là một loài bướm đêm trong họ Crambidae.